# احمد الشمرانی
احمد الشمرانی (انگلیسی: Ahmed Al-Shamrani؛ زادهٔ ۲۴ آوریل ۱۹۹۴) یک ورزشکار است.